# Bourideys
Bourideys – miejscowość i gmina we Francji, w regionie Nowa Akwitania, w departamencie Żyronda.
Według danych na rok 1990 gminę zamieszkiwało 99 osób, a gęstość zaludnienia wynosiła 2 osób/km² (wśród 2290 gmin Akwitanii Bourideys plasuje się na 1077. miejscu pod względem liczby ludności, natomiast pod względem powierzchni na miejscu 121.).